# Wojciech Pisula
Wojciech Pisula (ur. 8 marca 1965) – polski psycholog, profesor nauk humanistycznych w Instytucie Psychologii PAN, Wcześniej wieloletni pracownik Wydziału Psychologii Uniwersytetu Warszawskiego. Zajmuje się psychologią porównawczą, poszukiwaniem doznań, zachowaniami eksploracyjnymi zwierząt, reakcją na nowość oraz adaptacją do zmiany. Członek Krajowej Komisji Etycznej do Spraw Doświadczeń na Zwierzętach w Ministerstwie Nauki i Szkolnictwa Wyższego w latach 2005–2013 oraz 2015–2019.

## Kariera naukowa
Studia wyższe ukończył w 1988 roku na Wydziale Psychologii Uniwersytetu Warszawskiego i z tą uczelnią związał swoją dalszą karierę. W roku 1990 uzyskał stopień doktora nauk humanistycznych w zakresie psychologii. Promotorem pracy doktorskiej był Jan Matysiak. W 1998 roku uzyskał stopień doktora habilitowanego za rozprawę pt. Ciekawość i zachowania eksploracyjne - psychologia nie tylko zwierząt. W roku 2003 uzyskał tytuł naukowy profesora nauk humanistycznych.
Stypendysta programu Fulbrighta na Wichita State University w l. 1996-97. W latach 2011–2015 był przewodniczącym Rady Naukowej IP PAN, a w latach 1993–1999 prodziekanem Wydziału Psychologii UW. W 2011 roku został odznaczony Krzyżem Kawalerskim Orderu Odrodzenia Polski.
Oprócz działalności naukowej prowadzi Studium Psychologii Zwierząt

## Wybrane publikacje
Publikacje książkowe:
- Pisula, W. (2021). Ciekawość i poszukiwanie informacji w zachowaniu się zwierząt i ludzi. Warszawa: ICRAHB.
- Pisula, W. (2020). Curiosity and information seeking in animal and human behavior: A review the literature and data in comparative psychology, animal cognition, ethology, ontogenesis, and elements of cognitive neuroscience as they relate to animal inquisitiveness (2nd Edition). Brown Walker Press.
- Pisula, W. (2009) Curiosity and information seeking in animal and human behavior. Boca Raton, Florida, USA: BrownWalker Press.
- Pisula, W. (red.) (2006). Psychologia Porównawcza. Warszawa: Academica, PWN.
- Pisula, W. (2003). Psychologia zachowań eksploracyjnych zwierząt. Gdańsk: GWP.
- Pisula, W. (1998). Ciekawość i zachowania eksploracyjne - psychologia nie tylko zwierząt. Warszawa: Wydawnictwa Uniwersytetu Warszawskiego[2].

## Współpraca międzynarodowa
Współpracuje z American Museum of Natural History i z Wichita State University.